# Bílý Potok pod Smrkem
Bílý Potok é um município da República Checa localizada no distrito de Liberec, região de Liberec.